# Isabelle de Bretagne
Ne doit pas être confondu avec Isabeau de Bretagne, fille de François II de Bretagne et de Marguerite de Foix, sœur d'Anne de Bretagne.
Isabelle de Bretagne (ou Isabelle de Dreux) est née en 1411 et morte en 1444. Elle est la fille de Jean V de Bretagne, duc de Bretagne et de Jeanne de France. Par son mariage en 1430, elle est comtesse de Laval, baronne de Vitré et vicomtesse de Rennes.

## Fiançailles et mariage
Elle est accordée fort jeune par traité passé à Angers le 3 juillet 1417 à Louis III d'Anjou (roi titulaire de Naples, d'Aragon, de Sicile et de Jérusalem, duc d'Anjou, de Touraine et de Calabre, comte de Provence et du Maine). 
Par la suite, son père Jean V de Bretagne rompt ce traité et la marie le 1er octobre 1430 à Guy XIV de Laval, fils de Guy XIII de Laval et d'Anne de Laval, 1er comte de Laval, baron de Vitré, vicomte de Rennes, baron de La Roche-Bernard et seigneur de Tinténiac. 
Guy XIV de Laval, élevé à la cour de Jean V de Bretagne, est fiancé, en 1419, à Marguerite, la sœur d'Isabelle. Au vu du jeune âge des deux époux, ils sont séparés en attendant que le mariage soit célébré ; suivant l'usage du temps, Guy demeurait auprès de Jean, son beau-père, pendant que sa fiancée était confiée aux soins d'Anne de Laval. Anne se rendit à Vannes pour y recevoir des mains du duc la comtesse, âgée de neuf ans.
Marguerite décède en 1427. C'est donc Isabelle qui épouse Guy XIV de Laval, le 1er octobre 1430, à l'âge de 20 ans. Le couple a trois fils et sept filles dont :
- Yolande (1er octobre 1431 - 1487) comtesse de Porhoët puis de Tancarville ;
- Françoise, née et morte en 1432 ;
- Jeanne de Laval (10 novembre 1433 - 19 décembre 1498), reine de Naples ;
- Anne, née et morte en 1434 ;
- Guy XV de Laval (16 novembre 1435 - 28 janvier 1501), comte de Laval, baron de Vitré, vicomte de Rennes ;
- Jean de Laval (février 1437 - 14 août 1476), baron de La Roche-Bernard ;
- Arthuse (février 1437 - 1461) ;
- Hélène de Laval (17 juin 1439 - 3 décembre 1500), baronne de Derval ;
- Louise de Laval (née le 13 janvier 1441), comtesse de Penthièvre ;
- Pierre de Laval (17 juillet 1442 - 14 août 1493), évêque de Saint-Brieuc, de Saint-Malo, puis archevêque de Reims de 1473 à 1493.

Le 14 janvier 1443, Isabelle de Bretagne décède à Auray plaine de toutes bonnes œuvres et singulièrement des œuvres de charité et de miséricorde envers l’Église et les paoures... Elle fait par son testament des legs nombreux en faveur des églises et des monastères de Bretagne ; elle ordonne aussi plusieurs pieuses fondations et entre autres celle d'un couvent de Dominicains à Laval ; mais cette dernière volonté, par des raisons qui nous sont inconnues, ne reçoit pas pour lors d'exécution. 
Le corps de la comtesse défunte est enterré dans l'église des Frères-Prêcheurs de Nantes sous une voûte, au côté gauche du grand autel de l'église des Jacobins de Nantes, avec cette épitaphe : « Cy gist Isabeau de Bretagne, fille de Jean V duc de Bretagne et de Jeanne de France, fille du roi Charles VI et d'Elisabeth de Bavière, épouse de Guy,  comte de Laval et de Vitré ; décédée le 14 janvier 1443, en la ville d'Auray ; laquelle par son testament avait ordonné un couvent de  l'ordre des frères prêcheurs en la ville de Laval. » Cette dernière volonté se voyait en un tableau suspendu dans l'église des Frères Prêcheurs de Nantes, où elle était enterrée suivant ses vœux.